# Dohn Norwood
Dohn Norwood (...) è un attore statunitense.

## Biografia
È stato nel cast principale della serie Hell on Wheels. Ha avuto un ruolo ricorrente anche in The Sinner.
È sposato dal 2013 con Marlene Glasper.

## Filmografia parziale

### Cinema
- Una settimana da Dio (Bruce Almighty), regia di Tom Shadyac (2003)
- La prima volta di Niky (Mini's First Time), regia di Nick Guthe (2006)

### Televisione
- E.R. - Medici in prima linea (ER) – serie TV, 2 episodi (2002-2003)
- The Practice - Professione avvocati (The Practice) – serie TV, un episodio (2003)
- Squadra Med - Il coraggio delle donne (Strong Medicine) – serie TV, un episodio (2004)
- Senza traccia (Without a Trace) – serie TV, un episodio (2005)
- Bones – serie TV, un episodio (2006)
- Numb3rs – serie TV, un episodio (2007)
- The Closer – serie TV, un episodio (2007)
- Entourage – serie TV, un episodio (2007)
- Avvocati a New York (Raising the Bar) – serie TV, un episodio (2008)
- Castle – serie TV, un episodio (2009)
- Sons of Anarchy – serie TV, un episodio (2010)
- Law & Order: LA – serie TV, un episodio (2010)
- Harry's Law – serie TV, un episodio (2011)
- Hell on Wheels – serie TV, 38 episodi (2011-2016)
- Southland – serie TV, un episodio (2012)
- NCIS - Unità anticrimine (NCIS) – serie TV, episodio 12x08 (2014)
- Grey's Anatomy – serie TV, episodio 12x09 (2016)
- NCIS: Los Angeles – serie TV, un episodio (2016)
- All the Way, regia di Jay Roach – film TV (2016)
- Hap and Leonard – serie TV, 4 episodi (2017)
- Animal Kingdom – serie TV, 2 episodi (2017)
- Hawaii Five-0 – serie TV, un episodio (2017)
- The Sinner – serie TV, 9 episodi (2017-2018)
- Deadwax – serie TV, 4 episodi (2018)
- The Rookie – serie TV, un episodio (2019)
- Station 19 – serie TV, un episodio (2019)
- Mindhunter – serie TV, 5 episodi (2019)
- Lo straordinario mondo di Zoey (Zoey's Extraordinary Playlist) – serie TV, un episodio (2020)
- Magnum P.I. – serie TV, un episodio (2020)
- Bosch – serie TV, un episodio (2020)
- Hightown – serie TV, 25 episodi (2020-2024)
- Tracker – serie TV, un episodio (2025)

## Doppiatori italiani
Nelle versioni in italiano delle opere in cui ha recitato, Dohn Norwood è stato doppiato da:
- Saverio Indrio in Grey's Anatomy, Tracker
- Massimo Bitossi in All the Way, Mindhunter
- Enrico Di Troia in The Closer
- Giovanni Caravaglio in Castle
- Mario Bombardieri in Hell on Wheels
- Stefano Mondini in NCIS - Unità anticrimine
- Roberto Draghetti in NCIS: Los Angeles
- Massimiliano Plinio in Hawaii Five-0
- Andrea Lavagnino in The Sinner
- Maurizio Di Girolamo in The Rookie
- Francesco Di Federico in Station 19
- Alberto Angrisano in Magnum P.I.
- Dario Oppido in Bosch